# Plectophanes hollowayae
Plectophanes hollowayae är en spindelart som beskrevs av Forster 1964. Plectophanes hollowayae ingår i släktet Plectophanes och familjen Cycloctenidae. Inga underarter finns listade i Catalogue of Life.